# Vampirkin dnevnik
Vampirkin dnevnik (The Vampire Diaries) je uspešna zbirka štirih romanov avtorice Lise Jane Smith. Avtorica je dela napisala med letoma 1991 in 1992, vendar pa so romani v svetu postali prepoznavnejši leta 2009, ko je bila po njih posneta TV serija The Vampire Diaries. Priljubljenost TV serije pa je prinesla še šest nadaljevanj prvotne zbirke ter zbirko treh del Vampirski dnevnik - Stefanov dnevnik (Origins, Bloodlush in Craving).

## Prebujenje (The Awakening)
Elena Gilbert je najlepše in najbolj priljubljeno dekle na gimnaziji Roberta E. Leeja. Znana je tudi po tem, da se zapleta v številna kratkotrajna razmerja. V preteklem šolskem letu je bil njena ljubezen Matt, vendar pa je njuna zveza razpadla po tragični smrti Eleninih staršev.
Elena v novo šolsko leto zakoraka z občutkom, da se bo  tokrat nekaj spremenilo. In res se je. Prvi šolski dan se zagleda v novega študenta Stefana Salvatorja. Njeno pozornost pritegne predvsem njegov neobičajen izgled, saj svoj pogled skriva za velikimi sončnimi očali, oblečen pa je v draga modna oblačila. Elena kmalu ugotovi, da jo Stefan namerno ignorira in se ji izogiba. V naslednjih šolskih dneh si Elena na vso moč prizadeva pritegniti njegovo pozornost, vendar pa ji to ne uspe.
Vse pa se spremeni v noči, ko se Elena udeleži jesenskega plesa. Najprej na ples povabi Stefana, a ta raje odide na plesišče z njeno prijateljico Caroline. Elena besna zapusti ples in se skupaj s Tylerjem Smallwodom in njegovo druščino odpravi na bližnje pokopališče. Tam pa se Elena zaplete z nepredvidljivim Tylerjem, ki jo napade in prične iz nje trgati oblačila. Eleno še pravočasno reši Stefan in s Tylerjem fizično obračuna. Po neljubem dogodku Stefan končno povabi Eleno v svoje stanovanje. Najprej je do nje zadržan, nato pa se postopoma prepusti občutkom in ji prične vračati svojo naklonjenost. Zapleteta se v ljubezensko razmerje, ki pa ga pred javnostjo skrivata.
Kljub obojestranski naklonjenosti Elena opazi, da Stefan vseeno vedno bolj polzi iz njenih rok. Vse redkeje jo poljublja, izogiba se tudi stiku z očmi. Elena svoje skrbi zapiše v svoj dnevnik, zaupa pa jih tudi najboljšima prijateljicama. Dnevnik čez nekaj dni izgine.
Bliža se noč čarovnic in Elena skupaj s prijateljicami v telovadnici pripravlja dekoracije. Kar naenkrat se luči ugasnejo in dekleta se znajdejo v popolni temi. Medtem, ko prijateljici iščeta šolsko osebje, ki bi odpravilo napako, pa se Elena v telovadnici znajde z neznancem. Ob srečanju z njim občuti strah. Ko se luči ponovno prižgejo, neznanec izgine.
Noči čarovnic se udeležita tako Elena kot tudi Stefan. Elena skrbi za organizacijsko plat, med tem ko jo Stefan ves čas spremlja. Na njegovem obrazu je še vedno nepojasnjen izraz nezadovoljstva. Še preden pa se  zabava dejansko začne, je prekinjena zaradi umora v telovadnici. Elena pokliče reševalce in policijo, Tyler pa naroči, da nihče ne sme zapustiti šole. Med čakanjem na pomoč Tyler nagovori množico in jim namigne, da za umorom zagotovo stoji Stefan, nov študent, o katerem nihče nič ne ve. Množica Tylerjeve besede vzame resno in začne iskati Stefana. Elena prosti Matta naj reši Stefana pred razjarjeno množico in Matt ji ustreže. Elena se izmuzne iz šole ter se odpravi k Stefanu.
Ko Elena vstopi v Stefanovo stanovanje, je  le-to v popolnem razdejanju. Ker Stefana ne najde, stopi skozi okno na streho in zagledala svojega fanta. Prizor jo popolnoma šokira, saj zagleda Stefana ravno v času, ko se hrani. V šoku pade iz strehe, vendar pa jo Stefan s svojo nadnaravno močjo še pravočasno reši. Odnese jo v stanovanje, kjer ji prične pripovedovati svojo življenjsko zgodbo.
Stefan Eleni zaupa, da se je rodil v 15. stoletju. Našel je ljubezen svojega življenja, Katherine, in se z njo želel poročiti, vendar pa se je v dogajanje vmešal njegov starejši brat Damon. Ko se čas Katherininega obiska pri Salvatorjevih izteka, jo brata postavita pred dejstvo, naj izbere enega izmed njiju in ga spremeni v vampirja. Katherine se odloči sebično in spremeni oba. To zaneti dodaten prepir med bratoma. Katherine to spravi v obup, zato se naslednji dan izpostavi soncu in se spremeni v pepel. Brata se kljub izgubi Katherine nista pobotala in vse od tedaj merita moči. Pri tem vedno prevlada Damon, saj se hrani s človeško krvjo, medtem ko Stefan uživa le živalsko kri. Ko Stefan zaključi s pripovedovanjem, ga Elena objame in potolaži. Zaupa pa mu tudi svoj strah, da se je v telovadnici že srečala z Damonom, prav tako pa je prepričana, da za nenavadnim umorom najverjetneje tiči njegov starejši brat.
Prvi del romana se zaključi z novim obračunom med bratoma Salvatore, v katerem ponovno zmaga Damon. Ko Elena naslednji dan ugotovi, da Stefana ni niti doma niti v šoli, stopi na staro pokopališče in prične klicati Damona.

## Spopad (The Struggle)
Elena stoji na pokopališču in kliče Damona, vendar se ta na njene klice ne odziva. Ko Elena že skoraj obupa in se odpravi domov, se za njenim hrbtom pojavi Damon. Prosi ga, naj ji pomaga najti Stefana, a jo ta prične prepričevati, da bi morala namesto Stefana izbrati njega, saj sta ustvarjena drug za drugega. Pove ji tudi, da bi kot vampirka pridobila številne moči (branje misli, dober sluh, dober vid, sposobnost spreminjanja v živali, nadzor nad mislimi ljudi, moč, hitrost ...), ki bi olajšale njeno življenje. Elena ne podleže Damonu in njegovim posebnim močem. Neustrašno se mu postavi po robu in ga udari v obraz. Damon izgine.
Elena nadaljuje z iskanjem Stefana, vendar ga ne najde. Premraženo in utrujeno Eleno na silo domov pripeljeta prijateljici Bonnie in Meredith. Ko Elena pride domov, se preobleče v suha oblačila in takoj želi nadaljevati z iskanjem Stefana, vendar jo od tega odvrnejo tako teta Judith kot tudi njen zaročenec Robert ter prijateljici Bonnie in Meredith. Elena nato zapusti dnevno sobo in se odpravi spat. V sobo ji sledita tudi najboljši prijateljici. Elena še vedno razmišlja o Stefanu, saj čuti, da se mu je zgodilo nekaj hudega. V obupu prosi Bonnie naj ji s svojimi posebnimi močmi pomaga najti Stefana. Bonnie najprej pomoč odkloni, nato pa vseeno poizkusi srečo. 
Bonnie naveže stik s Stefanom in ugotovi, da se nahaja v nekem temnem, tihem, zaprtem prostoru polnem vode, zazna pa tudi njegovo žejo. Elenina prva asociacija je Wickery Bridge v bližini pokopališča. Bonnie, Meredith in Elena se odpravijo k mostu in preiščejo reko pod njem. Iskanje ne obrodi sadov. Ko že odhajajo, jih dohiti Matt, ki jim je ves čas sledil. Bonnie še enkrat pove, kaj je videla, ko je uporabila posebne moči, in Matt v opisu prepozna vodnjak. Elena skoraj obupa, ko pomisli, koliko vodnjakov se nahaja v bližnji okolici, vendar pa Matt kmalu ugotovi, da gre za zapuščen pokrit vodnjak pri uničeni kmetiji sredi gozda.
Ko Matt, Elena, Bonnie in Meredith prispejo do vodnjaka, le s težavo umaknejo pokrov. Elena pokliče Stefana, ki se na njen klic odzove z zadnjimi močmi. Matt k Stefanu spusti vrv in mu naroči, naj se nanjo priveže. Matt, Elena, Bonnie in Meredith s skupnimi močmi rešijo Stefana iz vodnjaka. Elena steče k Stefanu in ugotovi, da je ranjen in premražen. Matt predlaga obisk zdravnika, vendar pa Stefan ponudbo zavrne. Nato izgubi zavest.
Matt prepelje Stefana do njegovega stanovanja. S skupnimi močmi odnesejo Stefana v njegovo stanovanje in ga položijo na posteljo. Med tem ko Bonnie in Meredith poizkušata zakuriti ogenj v kaminu, Matt in Elena preoblačita Stefana. Elena opazi, da je Stefan popolnoma bel, na njegovem telesu pa je moč opaziti vijolične madeže od poškodb. Matt vztraja, da Stefan potrebuje zdravnika, vendar Elena predlaga, da najprej pokličejo medicinsko sestro Mary, Bonnieino sestro. 
Med tem ko grejo Matt, Meredith in Bonnie iskat Mary, Elena poizkuša pomagati Stefanu. Ker se ta ne prebudi iz nezavesti, Elena vzame del stekla in prereže prst. Kapljo krvi položi na Stefanova usta. Stefan zaužije kri in se prebudi iz nezavesti. Ker je bil še vedno šibek, Elena predlaga, da jo ugrizne v vrat in izpije nekaj nujno potrebne krvi. Stefan najprej ponudbo zavrne, a se na koncu preda Eleninemu ukazu.
Naslednji dan se Elena prebudi iz spanca in opazi svojo šibkost. Tudi teta Judith vztraja, da si mora odpočiti. Elena vzame svoj nov dnevnik in vanj zapiše misli. Zapiše tudi svoja občutja do Stefana.
Ko se Elena in Stefan vrneta v šolo, Elena ugotovi, da jo vsi učenci ignorirajo. Takoj sklepa, da za tem stoji Caroline, ki se ji še vedno poizkuša maščevati zaradi razmerja s Stefanom.
Na šolo pride nov učitelj za predmet evropska zgodovina, Alaric K. Saltzman. Na prvem srečanju poizkuša iz učencev izvabiti pripovedi o dogajanju v noči Helloween, ko se je zgodil umor. Nekateri učenci se razgovorijo, drugi odreagirajo čustveno. Še vedno se pogledi usmerjajo v Stefana, češ da je on tisti, ki je moril. Alaric na koncu predlaga, da se učenci zberejo v njegovem stanovanju na informalnem druženju.
Stefan in Elena se odpravita na zabavo k Alaricu. Že sam prihod jasno naznani, da se je večina učencev distancirala od njiju. Kasneje na zabavi Elena stopi k mizi s prigrizki in zazna prisotnost temne postave. Ob sebi zagleda Damona. Najprej prestrašeno spozna, da so v nevarnosti vsi prisotni, nato pa se prestraši možnosti spora in fizičnega obračuna med Stefanom in Damonom v javnosti. Zato Elena predlaga Stefanu, da z zabave odideta.
Na poti domov Elena vpraša Stefana, kako bi se lahko zaščitila pred vampirji. Stefan pove, da o zaščitah pred vampirji krožijo številni miti, ki pa niso resnični. Človeka pred vampirjem lahko obvaruje zelišče vebena, močna sončna svetloba ter prostori v katerih ljudje živijo (v te prostore vampir lahko vstopi le, če je povabljen). Stefan Eleni pove tudi to, da je vampir lahko ubit le z lesenim kolom, ki ga je potrebno zariti skozi njegovo srce.
Naslednji dan se Matt in Stefan odpravita na krajše potovanje, z namenom, da bi našla vebeno. Elena zaskrbljena išče Stefana, a ga ne najde. Ko se Matt in Stefan končno vrneta, Stefan Eleni pojasni razlog svoje odostnosti. Izroči ji vebeno in ji pove, kako naj jo uporablja, da se bo lahko zaščitila pred Damonom.
Elena neprestano prejema sporočila, ki so pravzaprav citati njenega starega dnevnika, ki je bil ukraden. Najprej je Elenin največji strah, da bo ta sporočila videl Stefan, vendar pa Elena kmalu ugotovi, da je dnevnik ukradla Caroline z namenom, da bi njegovo vsebino prebrala na Founders' Day pred celotno šolo. S tem pa naj bi vse prisotne seznanila s Stefanovo prisotnostjo na Helloween zabavi, v času ko se je zgodil umor. Elena se na vse pretege trudi dobiti dnevnik nazaj. Skupaj z Bonnie in Meredith udrejo v Carolinino stanovanje, vendar so pri iskanju dnevnika neuspešne.
Kmalu nastopi praznik Thanksgiving. Ko Elena vstopi v kuhinjo opazi, da za mizo sedijo teta Judith, Robert, Matt, Meredith, Bonnie in Damon. V trenutku spozna, da hiša ni več varna, saj Damon od sedaj naprej lahko vanjo prosto vstopa. Elena pa se še bolj prestraši, ko Bonnie sredi večerje dobi videnje, da bo Elena tisto noč umrla. Po končani večerji se Elena odpravi spat. Sredi noči zasliši korake v hiši in na hodniku opazi temno postavo. Pred vrati njene sobe se pojavi Damon. Elena ga prestrašeno opazuje, vendar ko ta želi vstopiti v sobo, razočaran ugotovi, da vstop ni mogoč. Elena mu pojasni, da je njena soba ostanek druge hiše, ki je pogorela v požaru (v to hišo pa Damon ni bil povabljen). Damon se obrne k vratom na nasprotni strani hodnika, kjer je imela sobo Elenina štiriletna sestra Margaret. Ko Elena spozna, da bo Damon ranil njeno sestro, stopi iz sobe in se žrtvuje. Damon Eleno ugrizne v vrat in spije nekaj njene krvi, nato pa zareže v svojo roko in jo prisili, da tudi ona spije nekaj njegove krvi.
Elena je še vedno obupana zaradi izgubljenega dnevnika, še bolj pa jo skrbi, kaj se bo zgodilo s Stefanom, ko bo Caroline pred zbranim prebrala vsebino dnevnika. Odloči se, da stopi do Stefana in mu zaupa, kaj se je zgodilo. Stefan prisluhne njeni pripovedi, nato pa jo objame in ji pove, da jo ljubi. Nato vzame Katherinin prstan in Eleno zaprosi za roko.
Drugi del se konča z uspešno izvedenim Founders' Day, saj Damon uspe izmakniti Elenin dnevnik. Za to pa zahteva plačilo, ki ga Elena zavrne. Elena si sposodi Mattov avto in jezno odhiti proti Stefanovemu stanovanju. Ko prispe do tja, ugotovi, da Stefana ni doma. Začuti, da se ji približuje Damon, zato se usmeri proti staremu pokopališču. Tam z avtom zapelje v reko in utone. Bonnie dobi privid, da je Elena v smrtni nevarnosti. Skupaj s Stefanom in Meredith stečejo proti reki, vendar pa Eleni ni več pomoči. Stefan Eleno odloži pod bližnjo vrbo, se nahrani s človeško krvjo, se spremeni v orla in se odpravi iskat Damona, da bi maščeval Elenino smrt. Med bratoma Salvatore se vname hud boj. Med bojem pa se pod vrbo prebudi Elena. Čeprav je utrujena, v svojih mislih sliši zvoke boja. Odpravi se pogledat, kaj se dogaja. Zgodba se konča, ko Elena stopi na čistino, kjer poteka boj med Damonom in Stefanom.

## Bes (The Fury)
Elena na robu jase opazuje spopad med bratoma Salvatore. Tako Stefan kot tudi Damon sta močno poškodovana, vendar boj vseeno nadaljujeta. Ko se spopad že bliža koncu in je Stefan ponovno premagan, Elena v mislih zasliši glas ter začuti potrebo, da ga napade tudi sama. Skoči na Stefana in zagrize v njegov vrat. Stefana pred gotovo smrtjo reši njegov brat Damon, svoje dejanje pa utemelji z obljubo, da bo za njegovo smrt poskrbel sam. 
Elena v Damonu vidi svojega rešitelja in zaveznika, zato se mu popolnoma preda. Damon kmalu ugotovi, da se Elena svoje preteklosti ne spominja več. S postavljanjem vprašanj jo poizkuša pripraviti do tega, da bi se spomnila svojega življenja, vendar kmalu ugotovi, da so vsi novejši spomini zabrisani. Elena odide z Damonom.
Damon in Stefan pričneta sodelovati, saj ju v to prisili dejstvo, da mora Elena v kratkem zaužiti človeško kri, da se bo njena transformacija v vampirja zaključila. Damon spodbuja k ubijanju nedolžnih ljudi, med tem ko Stefan prosi za pomoč Eleninega dobrega prijatelja in bivšega fanta Matta. Matt je pripravljen za Eleno narediti vse. Elena se tako napije človeške krvi in postane prava vampirka.
Elena še vedno ne ve, kakšno je bilo njeno razmerje s Stefanom, ko je bila še človek. Prvo noč prenoči v Alaricevem stanovanju, nato pa se odpravi raziskovat svet. Pot jo zanese v cerkev, kjer  ravno v tistem času poteka njen pogreb. Skrije se in prisluhne pripovedim ljudi. Ugotovi, da za njo žalujejo prav vsi, celo tisti, za katere je bila prepričana, da jo sovražijo. Kmalu se ji v skrivališču pridružita tudi Stefan in Damon. Ko se obred bliža h koncu, Elenino in Stefanovo pozornost pritegne nenavaden dogodek. Pred cerkvijo se je zbralo polno psov, ki so sovražno nastrojeni korakali proti ljudem. Ljudje so jih poizkušali pomiriti, a so se psi besno zagnali proti njim in jih napadli. Pri neljubem dogodku na pomoč pristopi Stefan, nekaj psov je bilo postreljenih, ostale pa so odpeljali v zavetišče.
Tako Elena kot tudi Damon in Stefan razmišljajo, kaj je bilo narobe s hišnimi ljubljenci, da so na tak način napadli ljudi. Prav tako je tudi Alaric začuden nad dogajanjem. Med tem se Eleni ponovno povrne spomin. Stefanu se opraviči za vse zlo, ki ga je storila. Stefan opravičilo sprejme. V nadaljevanju Elena začne čutiti domotožje. Opazovati začne svojo domačo hišo, stik pa naveže tudi z najboljšima prijateljicama Bonnie in Meredith. Prijateljici sta sprva začudeni, da je Elena še vedno živa, a jima Elena potrpežljivo razloži vso zgodbo in jima zaupa, da je postala vampirka, prav tako pa sta vampirja tudi Damon in Stefan.
Elena nekega večera opazuje sobo mlajše sestre Margaret. Nenadoma zagleda belega mačka, hišnega ljubljenca, ki  stopi v Margaretino posteljico in jo želi opraskati. Elena skoči k oknu, zbudi sestrico in ji naroči, da mora prepričati teto Judith, da mačka takoj naslednji dan odstrani iz stanovanja. Elena sestrici tudi obljubi, da bo večno pazila nanjo.
Alaric ponovno povabi na obisk svoje študente. Istočasno pa se na njegovem podstrešju zadržujeta tudi Damon in Elena. Stefan pa se  medtem odpravi v šolo, kamor ga je poklicala Caroline, z namenom, da bi se opravičila za ukraden dnevnik. Medtem ko se Damon in Elena sproščeno pogovarjata na podstrešju, nenadoma skozi podstrešna vrata stopi Meredith in naznani Alaricov prihod. Nato vstopi še oborožen Alaric. Po nekaj napetih trenutkih vsi zbrani ugotovijo, da nihče za nikogar ne predstavlja nevarnosti. Alaric pove, da sam ni učitelj zgodovine. Ravnatelj šole ga je povabil v šolo, da bi se spopadel z vampirji, ki so zadnje čase ogrožali mesto. Prvotno je Alaric namreč proučeval napade vampirjev ter njihov psihološki vpliv na žrtve napadov. O tem, da je ravnatelj pričakoval, da se z vampirji tudi spopade, pa ob svojem prihodu ni vedel ničesar. V nadaljevanju Damon in Elena povesta, da se je Stefan odpravil v šolo. Alarei prebledi, saj ugotovi, da je Caroline Stefana zvabila v past. Vsi zbrani pohitijo proti šoli.
Najprej na mesto dogajanja prispe Damon, kmalu za njim pa tudi Elena. Damon zagleda močno ranjenega brata, ki ga je Tylerjev oče skupaj s somišleniki zvezal in pustil ranjenega ležati na šolskem hodniku. Damon se v trenutku spremeni v volka in napade zbrane. Na pomoč priskoči tudi Elena. Napad nenavadnih sil vse zbrane močno preseneti. Naposled na kraj dogajanja prispe tudi Alaric, ki boj ustavi. Zahteva pojasnila. Gospod Smallwood svoje dejanje pojasnjuje z dejstvom, da naj bi bil prav Stefan kriv za pretekle dogodke v mestu. Ko Alaric zahteva trdne dokaze, jih Smallwood nima. Alaric prepriča zbrane, da Stefana izpustijo.
Eleno še vedno močno motijo pretekli dogodki, poleg tega pa jo preganjajo tudi čudne nočne more. Prav tako kot Stefan in Damon tudi sama čuti, da se mestu približuje nekaj groznega. Stefan je prepričan, da se bo glavni napad zgodil ravno na dan, ko je  organiziran šolski ples.
Alaric, Bonnie, Meredith, Matt, Elena, Stefan in Damon združijo moči. Odločeni so, da se spopadejo z nevidno silo, ki že lep čas ogroža mesto. Na dan plesa Bonnie s svojo nadnaravno močjo popelje zbrano množico na staro pokopališče. Tam odprejo grobnico gospe in gospoda Fall in sledijo skritemu podzemnemu hodniku. Na samem koncu grobnice se jim prikaže duh gospe Fall in jih posvari pred bližajočo se nevarnostjo. Prav tako gospa Fall pove, da so v nevarnosti vsi, ki so kakorkoli povezani z Eleno, Stefanom in Damonom. Matt, Bonnie, Alaric in Meredith se v trenutku odpravijo proti šolskemu poslopju ter pričnejo razširjati novico, naj se vsi študentje umaknejo v notranjost šole ter zaklenejo vrata. Bili so prepozni. Iz gozda so se že prikazale razjarjene živali in napadle zbrane. Bonnie situacijo reši tako, da okoli šole zaneti ogenj. V nadaljevanju Bonnie in Meredith pred razjarjenimi živalmi rešita tudi teto Judith, Roberta in Margaret.
Medtem pa se v stari grobnici odvija hud boj. Najprej se Damon, Stefan in Elena spopadejo z belim tigrom, a v boju z njim izgubijo. Ko se prebudijo iz nezavesti ugotovijo, da močno poškodovani ležijo na tleh. Njihove roke so bile zvezane z vrvjo. Elena kmalu ugotovi, kaj so pravzaprav pomenile njene sanje. V podobah prepozna Katherine. Stefan in Damon se začudita nad Katherinino prisotnostjo, saj naj bi bila mrtva že pol tisočletja. Katherine prizna, da je svojo smrt zaigrala.
Katherine se igra z vsemi svojimi ujetniki, ki se ji zaradi svoje šibkosti ne morejo zoperstaviti. Pove jim celotno zgodbo o tem, kako je že lep čas manipulirala s prebivalci mesta. Nato svojo zgodbo zaključi z dejstvom, da bo končala življenje vseh treh. Stefana in Damona bo ubila zato, ker ji skozi leta nista ostala zvesta ter zato, ker se ob njeni navidezni smrti nista pobotala, kot je zahtevala v poslovilnem pismu, Eleno pa zato, ker se je zapletla s Stefanom in ga rešila iz vodnjaka.
Ko se Elena naslednjič prebudi, jo prešine misel, da bi lahko napadla Katherine. Pri tem se zaveda, da ima le en poizkus, v katerem mora uspeti. Uspešno izpelje svoj načrt, nato pa ponovno potone v spanec.
Ko se zbudi, se ozre na okoli in vidi, da je Katherine tokrat zares mrtva. Nato jo ponovno prične premagovati spanec. Preden se ji oči ponovno zaprejo, Stefana prosi naj ostane ob njej, pove mu, da ga ljubi ter ga prosi, da se z bratom pobotata. Elena umre v Stefanovem naročju. 
Tretji del se zaključi z Bonnie, ki v dnevnik zapiše, da bo poskrbela, da Elenini dnevniki pridejo na police knjižnice. Tam naj bi bili bralcem prosto dostopni, saj naj bi se v njih nahajala resnica. Bonnie čuti močno bolečino ob izgubi Elene. Svoj zapis v dnevnik pa zaključi s stavkom, da se iz mesta poslavlja tudi Stefan.

## Snidenje (Dark Reunion)
V četrtem delu Vampirkinega dnevnika svoje misli v dnevnik zapisuje Bonnie. Iz njenih zapisov je moč razbrati, da so spomini na Eleno še vedno živi. Kot zapiše Bonnie, tudi Stefan močno trpi zaradi izgube svojega dekleta. To je tudi eden od vzrokov, zakaj je po Elenini smrti zapustil Fell's Church.
Bonnie v svojih sanjah srečuje Eleno in od nje prejema opozorila, da se Fell's Churchu približuje nova nevarnost, novo nasilje, ki bo usodno za celo mesto. Elena v sanjah Bonnie pove, da je edini, ki mesto lahko zaščiti pred nevarnostjo, Stefan.
Bonnie s pomočjo posebnega rituala naveže stik s Stefanom in mu sporoči Elenine besede, ki pa jih sliši tudi Damon. Ritual od Stefana zahteva brezpogojen odziv, Damon pa se odloči za vrnitev v Fell's Church prostovoljno. Še preden pa se vrneta v Fell's Churc, pa se že zgodi prvi umor. Umorjena je bila Elenina prijateljica Sue. Priča dogodku je bila le Vickie, ki pa jo starši zaprejo v hišo, češ da se ponovno spopada z vedenjskimi težavami. Stefan, Bonnie, Meredith, Damon in Matt vseeno skrivaj obiščejo Vickie in od nje poizkušajo izvedeti, kakšen je bil napadalec. Vickie ga opiše kot visokega, svetlolasega in modrookega moškega, oblečenega v temen deževen plašč. Stefan takoj posumi, da gre za vampirja, zato se odloči, da si ogleda truplo prve žrtve. Stefan pri pregledu trupla ne opazi znakov, ki bi kazali na napad vampirja, njegovo pozornost pa pritegne dolga zareza, ki se je raztezala vse od vratu do prsnega koža žrtve. Stefan prične sklepati, kaj se dogaja v Fell's Churchu, vendar pa svojih sumov ne zaupa Bonnie, Damonu, Meredith in Mattu. Najprej želi svoje domneve preveriti, in sicer si pri tem pomaga s starimi knjigami in dnevniškimi zapisi iz bližnje knjižnice. Stefan naredi načrt in ga zaupa prijateljem.
Na dan proslave ob zaključku šolanja teta Judith podari Bonnie in Meredith šopek rož. Meredith se odloči, da bo šopek nesla na Elenin grob. Bonnie jo poizkuša odvrniti od obiska pokopališča v nočnih urah, vendar pa jo Meredith ne posluša.
Medtem ko Meredith polaga šopek na Elenin grob, k njej pristopi Tylor in jo prične ogovarjati. Na vsak način ji želi razkazati družinsko grobnico, vendar se mu Meredith postavi po robu in želi oditi. Tylor pri tem postane nasilen in ji začne razkrivati svojo skrivnost. Meredith se mu opira, vendar pa se Tylor spremeni v žival ter prične daviti Meredith. Na pomoč priskočijo Stefan, Matt in Bonnie, ki so dogajanje opazovali iz varne razdalje. Šlo je namreč za past, ki jo je Stefan pripravil Tylorju. Stefan Tylorja zvleče v staro porušeno cerkev na pokopališču, kjer ga zasliši in s pomočjo groženj izve, da je bil umor Sue iniciacijski obred Tylorja. Od takrat naprej se Tylor lahko ob polni luni spremeni v volkodlaka.
Stefan, Bonnie, Meredith in Matt odhitijo k Vickie, da bi jo zaščitili pred napadalcem, ki je pomagal Tylorju pri izvedbi iniciacijskega obreda. Ko prispejo do hiše, spoznajo, da so prepozni, saj je Vickie že umorjena. Stefan je obupan in ne ve, kako naprej, saj ne ve niti tega, kdo je napadalec. Na pomoč mu priskoči Bonnie, ki s pomočjo posebnega rituala vzpostavi stik z Eleno ter omogoči Stefanu, da jo ponovno vidi in se pogovori z njo. Preko rituala Stefan spozna, kdo je vampir, ki ogroža Fell's Church. Gre za izvornega vampirja, ki velja za najmočnejšega med vampirji, ubije pa ga lahko le les belega omela. V Fell's Church se je vrnil zato, da bi maščeval Katerinino smrt.
Stefan se pripravi na spopad z vampirjem. Preden pa se odpravi na dvoboj, poziva Matta, Bonnie in Meredith, da se dvoboja ne udeležijo. Prijatelji mu nočejo obrniti hrbta, zato jim Stefan zagrozi, da  jih bo ubil, če se mu pridružijo v boju.
Matt, Bonnie in Meredith se vseeno na skrivaj odpravijo na kraj spopada. Iz daljave opazujejo spopad med Stefanom in izvornim vampirjem Klausom. Dvoboj se prične s pogovorom med Klausom in Stefanom. Matt, Bonnie in Meredith dogajanje opazujejo iz varnega skrivališča. Ko pa se Bonnie zazre v nebo in vidi polno luno spozna, da se je Stefan zapletel v past. Stopi iz svojega skrivališča in Stefana opozori na volkodlaka, ki se je za njegovim hrbtom pripravljal na spopad. Stefan premaga volkodlaka, nato pa se spopade še s Klausom. Klaus premaga Stefana in Stefan na pol mrtev obleži na tleh. Ko ga Klaus hoče ubiti, se iz temnega gozda prikaže Damon in Klausa začasno prežene iz jase, kjer je potekal spopad.
Bonnie poizkuša pomagati Stefanu in mu dati nekaj svoje krvi, a Stefan ponudbo vztrajno zavrača. Tudi Damon se strinja, da je Stefan preveč ranjen, da bi mu kri pomagala.
Jaso zajame požar. Na jaso ponovno stopi Klaus. Najprej obračuna z Damonom. Ko ta nezavesten obleži, se Klaus napoti k Stefanu z namenom, da ga dokončno ubije. Bonnie v obupu prične klicati Eleno. Klaus se najprej posmehuje njenemu obupanemu klicu, vendar kmalu ugotovi, da se na jasi zbirajo duše umrlih ljudi iz Fell's Churcha. Med njimi se pojavi tudi Elena. Duše so odločene, da je bilo v mestu že dovolj prelivanja krvi, zato zgrabijo Klausa in Tylorja ter ju odnesejo z jase ter s tem rešijo mesto pred nadalnim prelivanjem krvi.
Elenin duh se ponovno prikaže na jasi. S poljubom pozdravi Stefana, prav tako pomaga tudi ostalim poškodovanim v spopadu.  Nad mesto pošlje dež, ki pogasi požar in spere sledove boja. Ko svojo nalogo opravi, njena podoba zbledi.
Stefan ponovno spozna, da je izgubi Eleno, zato se iz njegovega grla izvije krik bolečine. Po licih se mu ulijejo solze. Medtem pa Bonnie na jasi zagleda nekaj nenavadnega. Na robu jase zagleda Eleno. Kmalu ugotovi, da to ni le Elenin duh, niti ni vampirka Elena, temveč Elena v svoji človeški podobi. Steče k njej in jo objame. Elenine vrnitve se neizmerno razveseli tudi Stefan.